# Cantone di Mirande
Il Cantone di Mirande era una divisione amministrativa dell'arrondissement di Mirande.
A seguito della riforma approvata con decreto del 26 febbraio 2014, che ha avuto attuazione dopo le elezioni dipartimentali del 2015, è stato soppresso.

## Composizione
Comprendeva i comuni di:
- Bazugues
- Belloc-Saint-Clamens
- Berdoues
- Clermont-Pouyguillès
- Idrac-Respaillès
- Laas
- Labéjan
- Lagarde-Hachan
- Lamazère
- Loubersan
- Marseillan
- Miramont-d'Astarac
- Mirande
- Moncassin
- Ponsampère
- Saint-Élix-Theux
- Saint-Martin
- Saint-Maur
- Saint-Médard
- Saint-Michel
- Saint-Ost
- Sauviac
- Viozan